# Gnoriste mikado
Gnoriste mikado är en tvåvingeart som beskrevs av Toyohi Okada 1939. Gnoriste mikado ingår i släktet Gnoriste och familjen svampmyggor. Inga underarter finns listade i Catalogue of Life.